# Ташиєв Кулназар
Кулназар Ташиєв (24 квітня 1919, селище Бостон (або село Куршаб), тепер Узгенського району Ошської області, Киргизстан — 16 грудня 2000, місто Бішкек, Киргизстан) — радянський киргизький державний діяч, голова Джалал-Абадського облвиконкому, міністр торгівлі Киргизької РСР. Депутат Верховної ради Киргизької РСР 5—9-го скликань. Депутат Верховної ради СРСР 4-го скликання.

## Життєпис
Народився в родині селянина-бідняка. У 1936 році закінчив Куршабську середню школу.
У 1936—1937 роках — завідувач відділу піонерів Куршабського районного комітету ВЛКСМ (ЛКСМ Киргизії).
У листопаді 1937 — жовтні 1939 року — слухач Вищої комуністичної сільськогосподарської школи імені Кірова в місті Фрунзе.
З жовтня 1939 по липень 1946 року — в Червоній армії, учасник німецько-радянської та радянсько-японської війн. Служив у 327-му стрілецькому полку 34-ї стрілецької дивізії. У 1945 році — командир взводу 3-ї мінометної роти 630-го стрілецького полку 388-ї стрілецької дивізії 15-ї армії 2-го Далекосхідного фронту. Член ВКП(б) з 1940 року.
У 1946—1949 роках — 2-й секретар Куршабського районного комітету КП(б) Киргизії Ошської області.
У 1949—1950 роках — голова виконавчого комітету Куршабської районної ради депутатів трудящих Ошської області.
У 1950—1951 роках — начальник Ошського обласного управління сільського господарства.
У 1951—1955 роках — 1-й секретар Араванського районного комітету КП Киргизії Ошської області.
У 1955 — січні 1959 року — голова виконавчого комітету Джалал-Абадської обласної ради депутатів трудящих.
У 1959—1962 роках — 1-й секретар Узгенського районного комітету КП Киргизії; 1-й секретар Ошського районного комітету КП Киргизії.
У 1962—1965 роках — секретар парткому Ленінського виробничого колгоспно-радгоспного управління Киргизької РСР.
У 1965—1969 роках — 1-й секретар Ленінського районного комітету КП Киргизії.
28 липня 1969 — 3 лютого 1976 року — міністр торгівлі Киргизької РСР.
У лютому 1976 — 1980 року — керуючий справами Ради міністрів Киргизької РСР.
З 1980 року — персональний пенсіонер союзного значення в місті Фрунзе, голова Товариства охорони природи Киргизької РСР.
У 1991 — 16 грудня 2000 року — заступник голови, голова Бішкецької міської ради ветеранів війни, праці та збройних сил.
Помер 16 грудня 2000 року в місті Бішкеку.

## Звання
- лейтенант
- майор

## Нагороди
- два ордени Леніна
- орден Вітчизняної війни ІІ ст. (6.04.1985)
- орден Трудового Червоного Прапора (30.08.1971)
- орден Червоної Зірки (15.09.1945)
- медаль «За перемогу над Німеччиною у Великій Вітчизняній війні 1941—1945 рр.»
- медаль «За перемогу над Японією»
- Пам'ятна золота медаль «Манас-1000» (15.08.1995)
- медаль «За особливі заслуги» (.04.1999)
- медалі
- Почесні грамоти Верховної ради Киргизької РСР (1969)
- Заслужений працівник сільського господарства Киргизької РСР
- Почесний громадянин міста Бішкек